# Diego Patrone
Diego Patrone, vollständiger Name Diego Daniel Patrone Ramallo, (* 27. Mai 1994 in Montevideo oder Costa de Oro (El Pinar)) ist ein uruguayischer Fußballspieler.

## Karriere
Der 1,84 Meter große Mittelfeldspieler Patrone spielte von 2010 bis 2015 für die Nachwuchsmannschaften von Miramar Misiones. 2015 wechselte er zu El Tanque Sisleys Nachwuchsteam. Dort debütierte er am 29. April 2016 für die Profimannschaft in der Primera División, als er von Trainer Julio César Antúnez am 10. Spieltag der Clausura bei der 0:2-Heimniederlage gegen Juventud in die Startelf beordert wurde. Insgesamt bestritt er in der Spielzeit 2015/16 drei Erstligapartien (kein Tor). Am Saisonende stieg sein Klub in die Segunda División ab. Während der Saison 2016 kam er einmal (kein Tor) in der Liga zum Einsatz, gewann mit der Mannschaft die Zweitligameisterschaft und kehrte anschließend mit dem Klub in die höchste uruguayische Spielklasse zurück. In der laufenden Saison 2017 wurde er bislang (Stand: 18. Februar 2017) nicht eingesetzt.